# 文立
文立（？—279年），字廣休，巴郡臨江人（今重慶市忠縣人）。西晉散騎常侍。

## 生平

### 初仕季漢
少時遊於蜀國太學，專攻《毛詩》、《三禮》，師事譙周，門人以文立比喻為顏回，陳壽、李密為子游、子夏，羅憲為子貢。兼通群書。益州刺史費禕任命其為州從事。後入朝為尚書郎。費禕為大將軍時任文立為東曹掾。魏滅蜀後，擧爲秀才，官拜郎中。

### 劉恂無道
劉禪太子劉璿在鍾會之亂中喪生，應立次子劉瑤為繼承人，但劉禪偏愛六子劉恂，立劉恂為繼承人，文立勸諫，劉禪不願採納。劉恂襲為安樂公。劉恂驕橫暴虐，梁州、益州的人士都想上表廢黜他，文立阻止他們說：「他只損害了自己的家族，不殃及百姓。」後來劉恂淫亂無道，何攀與上庸太守王崇、涪陵太守張寅作書進諫指責，要他思量文立所言。

### 譙周預言
咸熙二年（公元265年），文立從洛陽回蜀，前去拜訪譙周。譙周因病說話並不清楚，於是寫上：“典午忽兮，月酉沒兮。”典午指的是司馬，月酉代表八月的時候，結果司馬昭果真在八月時死亡。

### 晉武賞識
司馬炎執政期間，曆官濟陽太守、太子中庶子、散騎常侍。他曾上表司馬炎，建議錄用諸葛亮等人的後代，理由是以此來安撫巴蜀的民心，除掉東吳企圖分裂取事之望，此擧被司馬炎所采納。後晉武帝司馬炎下詔：「諸葛亮在蜀中，竭盡心思和能力，他的兒子諸葛瞻面臨危難恪守大義而死，他的孫子諸葛京應該按照才幹授予官職。」又表揚傅僉父子，讓本已經沒入奚官的傅僉之子傅著、傅募，被赦免為庶人。
有次西域向朝廷獻馬，司馬炎問文立：“馬何如？”文立回答說，此事可問掌管馬政的官員。受到司馬炎的讚許。文立謙虛謹慎受武帝厚愛。武帝中期升任衛尉，爲九卿之一，朝中官員服其賢雅。
陳壽曾撰《益部耆舊傳》十篇。文立向朝廷呈獻此書，受到司馬炎的嘉獎。
泰始六年（公元270年），羅憲病逝後，巴東監軍職缺由犍為（隸屬益州，地界在今四川省東南與重慶市交界一帶；郡府武陽，今四川省彭山縣）太守楊欣繼任；不久楊欣調任涼州（今甘肅省一帶）刺史，朝廷考慮由唐彬或楊宗接此前線軍事重任。晉武帝司馬炎徵詢文立的意見，文立說：「楊宗、唐彬都是國家不可或缺的將才，但唐彬貪財，楊宗好酒，請陛下斟酌。」司馬炎說：「財慾可以滿足，但嗜酒之性難改。」於是選任唐彬。
晚年文立連上表以年老之因，乞求解替，想返回家鄉，但司馬炎不准許。後於咸寧末去世。司馬炎認為文立是對家鄉頗有情感的人，將他的遺體送回蜀地，還專門派使者護喪事、修建其墳墓。其所着章奏、詩賦數十篇，今已佚。

## 評價
- 程瓊：“廣休可謂不黨矣！故吾善夫人也。”[12]

- 《華陽國志》評曰：散騎穆穆，誠感聖君。

- 司馬炎：太子中庶子立，忠貞清實，有思理器幹。前在濟陰，政事脩明。後事東宮，盡輔導之節。昔光武平隴、蜀，皆收其才秀，所以援濟殊方，伸敘幽滯也。

## 延伸阅读
[在维基数据编辑]
 《晉書/卷091》，出自房玄齡《晉書》